# 昂西安维尔
昂西安维尔（法語：Ancienville，法語發音：[ɑ̃sjɛ̃vil]）是法国上法蘭西大區埃纳省的一个市镇，属于苏瓦松区。

## 地理
昂西安维尔（49°13'1"N, 3°12'51"E）面积3.85 平方千米，位于法国上法蘭西大區埃纳省，该省份为法国北部内陆省份，北起北部省，西接索姆省和瓦兹省，东临阿登省和马恩省，西南至塞纳-马恩省，东北部与比利时接壤。
与昂西安维尔接壤的市镇（或旧市镇、城区）包括：舒伊、法沃罗勒、乌尔克河畔诺鲁瓦。

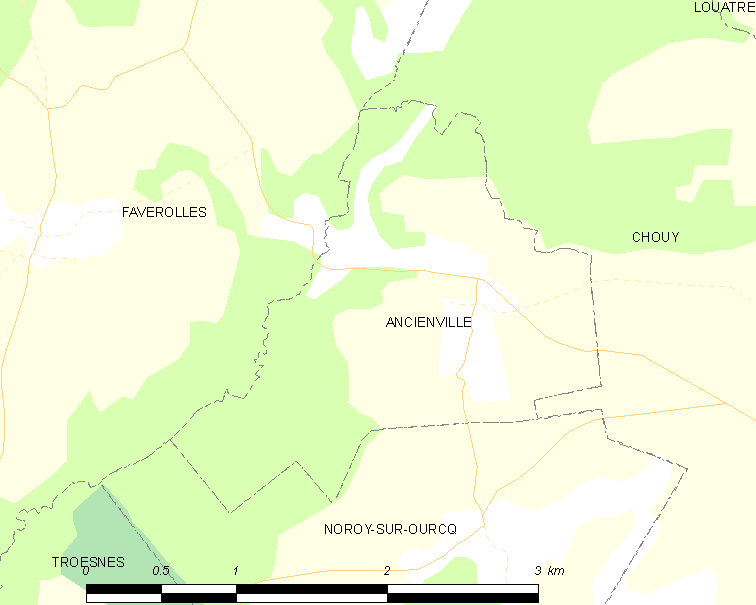
昂西安维尔的OSM定位图

昂西安维尔的时区为UTC+01:00、UTC+02:00（夏令时）。

## 行政
昂西安维尔的邮政编码为02600，INSEE市镇编码为02015。

## 政治
昂西安维尔所属的省级选区为维莱科特雷县。

## 人口

1962-2008年间昂西安维尔人口变化图示

昂西安维尔于2022年1月1日时的人口数量为78人。